# Bistum Santander

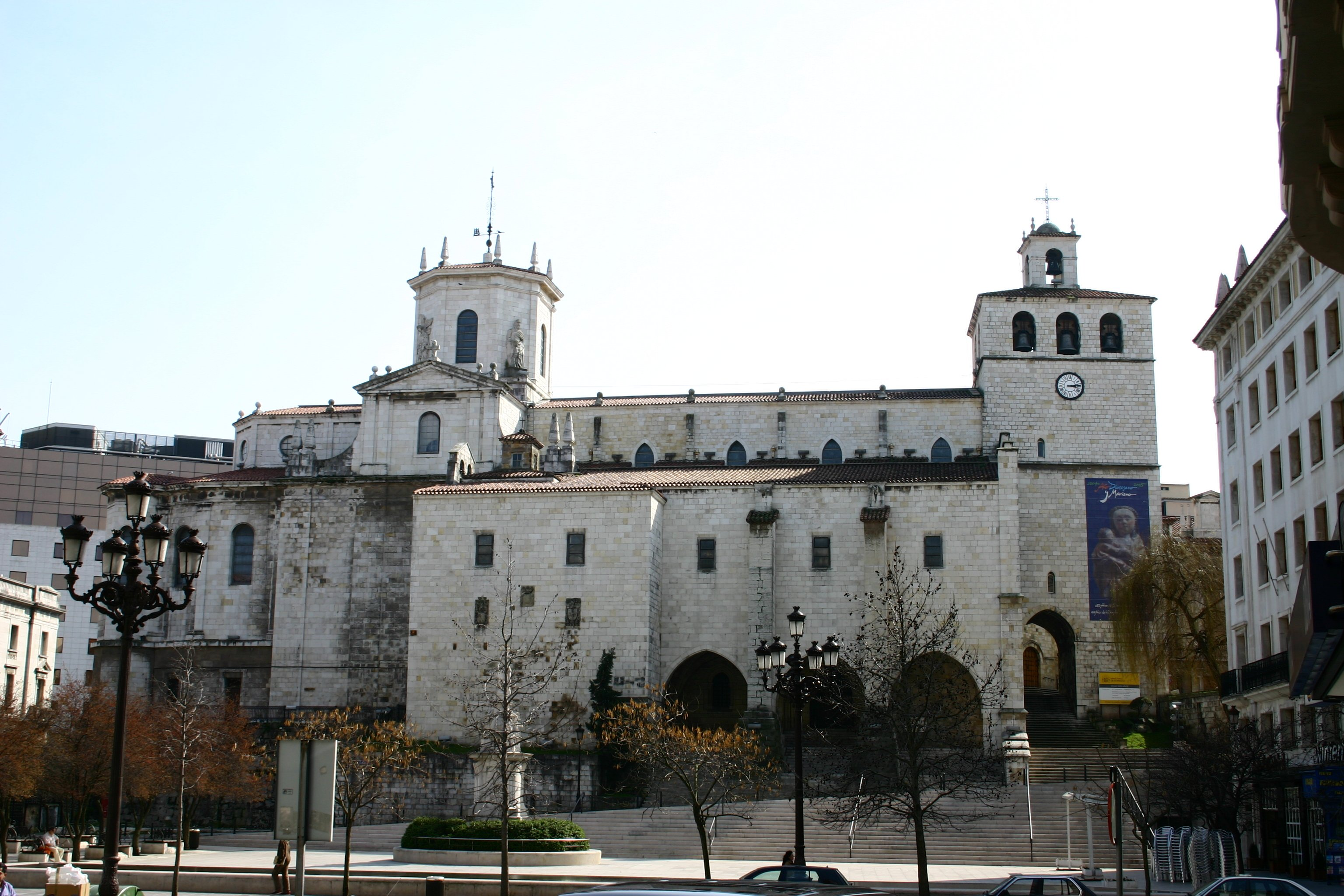
Kathedrale Santa María y Santos Mártires Emeterio y Celedonio in Santander

Das Bistum Santander (lat.: Dioecesis Santanderiensis) ist eine in Spanien gelegene römisch-katholische Diözese mit Sitz in Santander.

## Geschichte
Das Bistum wurde am 12. Dezember 1754 durch Papst Benedikt XIV. mit der Apostolischen Konstitution Romanus Pontifex aus Gebietsabtretungen des Erzbistums Burgos errichtet und diesem als Suffraganbistum unterstellt. Am 8. Dezember 1861 gab das Bistum Santander Teile seines Territoriums zur Gründung des Bistums Vitoria ab. Eine weitere Gebietsabtretung erfolgte am 2. November 1949 zur Gründung des Bistums Bilbao. Am 27. Oktober 1954 wurde das Bistum Santander dem Erzbistum Oviedo als Suffraganbistum unterstellt.

## Bischöfe von Santander
- Francisco Javier Arriaza, 1755–1761
- Francisco Laso Santos de San Pedro, 1762–1783
- Rafael Tomás Menéndez Luarca y Queipo de Llano, 1784–1819
- Juan Nepomuceno Gómez Durán, 1820–1829, dann Bischof von Málaga
- Felipe González Abarca OdeM, 1829–1842
- Manuel Ramón Arias Teijeiro de Castro, 1848–1859
- José López Crespo, 1859–1875
- Vicente Calvo y Valero, 1875–1884, dann Bischof von Cádiz
- Vicente Santiago Sánchez de Castro, 1884–1920
- Juan Plaza y García, 1920–1927
- José María Eguino y Trecu, 1928–1961
- Eugenio Beitia Aldazabal, 1962–1965
- Vincente Puchol Montis, 1965–1967
- José María Cirarda Lachiondo, 1968–1971, dann Bischof von Córdoba
- Juan Antonio del Val Gallo, 1971–1991
- José Vilaplana Blasco, 1991–2006, dann Bischof von Huelva
- Vicente Jiménez Zamora, 2007–2014, dann Erzbischof von Saragossa
- Manuel Sánchez Monge, 2015–2023
- Arturo Pablo Ros Murgadas, seit 2023